# D1016 (Oise)
De D1016 is een departementale weg in het Noord-Franse departement Oise. De weg loopt van de grens met Val-d'Oise via Chantilly en Creil naar Clermont. In Val-d'Oise loopt de weg als D316 verder naar Sarcelles en Parijs. Tussen Creil en Clermont is de weg uitgebouwd tot ongelijkvloerse autoweg met gescheiden rijbanen.

## Geschiedenis
Oorspronkelijk was de D1016 onderdeel van de N16. In 2006 werd de weg overgedragen aan het departement Oise, omdat de weg geen belang meer had voor het doorgaande verkeer. De weg is toen omgenummerd tot D1016.